# کلویی ایست
کلویی ایست (انگلیسی: Chloe East؛ زادهٔ ۱۶ فوریه ۲۰۰۱) بازیگر اهل ایالات متحده آمریکا است. او فعالیت هنری خود را در کودکی آغاز کرد و در سال ۲۰۱۳ در دو قسمت از مجموعه خون حقیقی حضور یافت. ایست در فصل نخست مجموعه آیس (۲۰۱۶–۲۰۱۷) و مجموعهٔ درام نسل (۲۰۲۱) ایفای نقش کرده است. او همچنین در فیلم نیمه‌زندگی‌نامه‌ای خانواده فیبلمن (۲۰۲۲) به کارگردانی استیون اسپیلبرگ و فیلم ترسناک مرتد (۲۰۲۴) حضور داشته است.

## اوایل زندگی
کلویی ایست در سال ۲۰۰۱ در سن کلمنته، کالیفرنیا زاده شد. او دو برادر دارد. ایست از دو سالگی رقص را آغاز کرد و به‌عنوان یک رقاص جوایز متعددی کسب کرده است. او در کودکی عضو کلیسای عیسی مسیح مقدسین آخرین زمان بود، اما اکنون به این آیین پایبند نیست.

## حرفه
ایست از ۹ سالگی فعالیت در عرصهٔ مدلینگ را آغاز کرد و در ۱۱ سالگی بازیگری را با حضور در مجموعه تلویزیونی خون حقیقی از شبکهٔ اچ‌بی‌او شروع کرد. از دیگر نقش‌های او می‌توان به جسیکا دارلینگ در اقتباس سینمایی فهرست آی‌تی جسیکا دارلینگ و نقش دوره‌ای وال در مجموعه لیو و مدی از شبکهٔ دیزنی اشاره کرد. در سال ۲۰۱۶، او در فصل نخست مجموعه درام آیس از شبکهٔ آدینس نتورک، در نقش ویلو پیرس ایفای نقش کرد.
در مارس ۲۰۱۷، حضور او برای بازی در نقش ریس، خواهرزادهٔ شخصیت کوین در مجموعه درام کوین (شاید) جهان را نجات می‌دهد از شبکهٔ ای‌بی‌سی تأیید شد که در فصل تلویزیونی ۲۰۱۸–۲۰۱۷ پخش شد. در میانهٔ سال ۲۰۱۸، او در فیلم رقص مرحلهٔ بعدی بازی کرد که در سال ۲۰۱۹ اکران شد. در ۲۰۲۰، در نقش جنا در فیلم گرگ هالو برفی ظاهر شد.
در سال ۲۰۲۱، ایست در فیلم درام بلوغ خانواده فیبلمن به کارگردانی استیون اسپیلبرگ ایفای نقش کرد که در سال ۲۰۲۲ به نمایش درآمد. شخصیت او با نام مونیکا شروود، که در نیمهٔ دوم فیلم به دوست‌دختر شخصیت اصلی، سَمی فیبلمن (گبریل لابل) تبدیل می‌شود، ویژهٔ فیلم خلق شده بود و الهام‌گرفته از یک دوست‌دختر دبیرستانی خیالی برای اسپیلبرگ بود که شخصیت سَمی بر پایهٔ او شکل گرفته است. در همان سال، او برای بازی در فیلم رفتن به جاهای تازه انتخاب شد. در سپتامبر ۲۰۲۲، ایست فیلم‌برداری فیلم کمدی خانوادگی نظریهٔ محبوب را به پایان رساند.
در ۲۰۲۴، او در فیلم ترسناک مرتد در کنار هیو گرانت و سوفی تاچر ایفای نقش کرد. ایست به همراه تاچر در این فیلم نقش دو مبلغ کلیسای عیسی مسیح قدیسان آخرالزمان را بازی می‌کنند که وارد خانهٔ شخصیت گرانت می‌شوند؛ فردی که باعث تردید آن‌ها در ایمانشان شده و آن‌ها را به وحشت می‌اندازد. هر دو بازیگر در کودکی در این کلیسا پرورش یافته بودند؛ موضوعی که به گفتهٔ اسکات بیک، یکی از کارگردانان فیلم، به باورپذیری نقش‌هایشان کمک کرده است.

## زندگی شخصی
کلویی ایست در اکتبر ۲۰۲۱ با ایثن پری‌کورت ازدواج کرد.